# Friedrich August Ermel

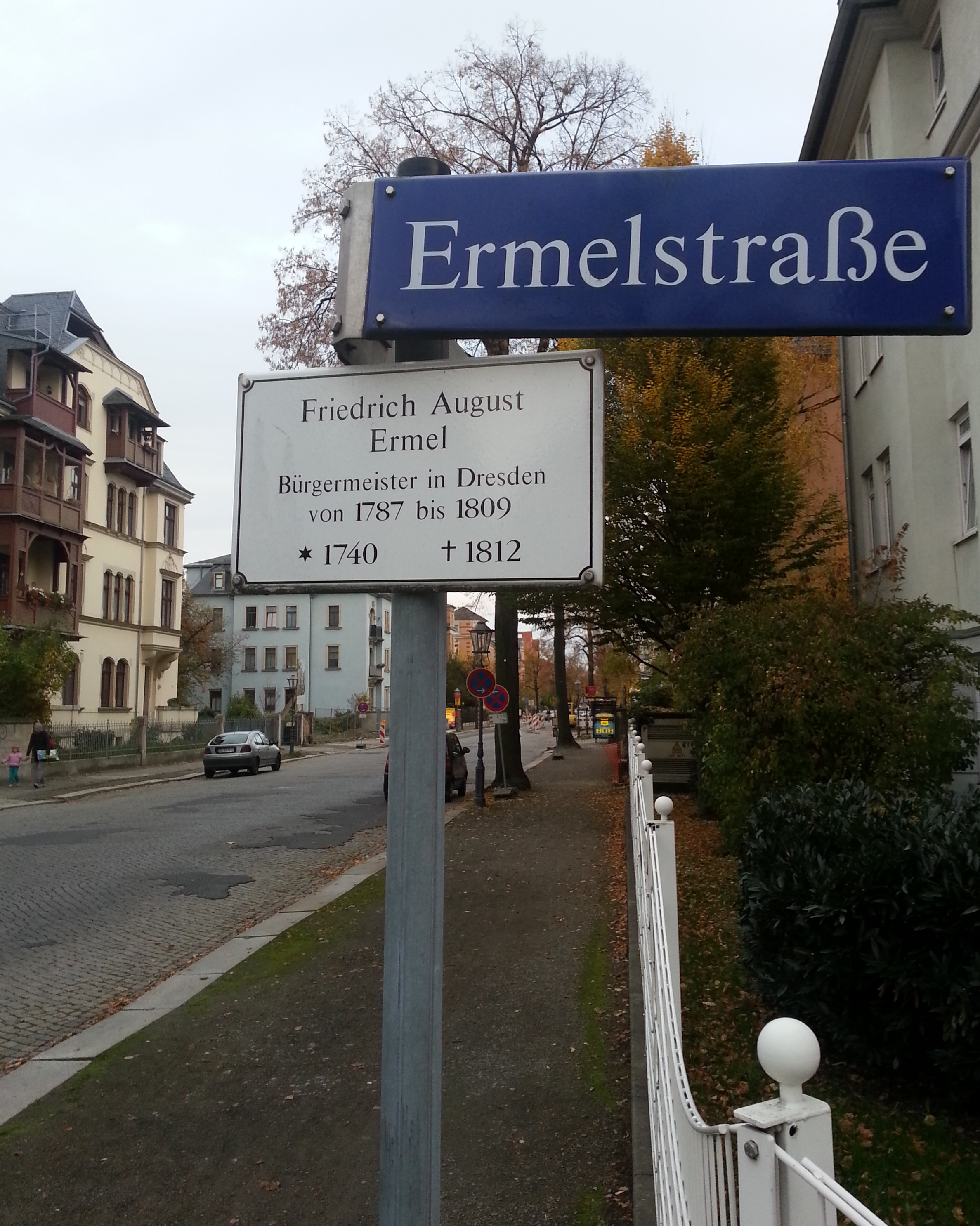
Straßenschild der Ermelstraße in Dresden mit Informationstafel

Friedrich August Ermel (* 3. August 1740 in Dresden; † 7. April 1812 ebenda) war ein Dresdner Richter, Stadtrat und Bürgermeister.

## Leben
Ermel war Sohn des Kurfürstlich-Sächsischen Hofarztes Johann Friedrich Ermel (1696–1764) und Enkel von Georg Ermel (1659–1745). Friedrich August Ermel studierte in Leipzig Jura und promovierte zum Doktor der Rechte. Ermels Sohn war der ebenfalls promovierte Jurist Friedrich Christian Ermel (1773–1826), der 1824 die Stiftung zur Errichtung eines Gebär- und Fündelhauses errichtete (Ermelhaus).

## Politisches Wirken
Im Jahr 1777 war er Vize-Stadtrichter der Stadt Dresden und kaufte zwischen 1777 und 1787 (ein genaues Datum ist derzeit nicht bekannt) für 8500 Taler das Weingutsanwesen mit Herrenhaus Friedstein in der Kötzschenbrodaer Weinbergsflur, etwa 12 Kilometer westlich von Dresden, seit 1839 Niederlößnitz, heute ein Stadtteil von Radebeul.
Seit 1770 gehörte Ermel dem Rat der Stadt Dresden an. Am 1. Mai 1785 wurde Ermel unter dem ersten Bürgermeister Johann August Otto zum Kämmerer im Stadtrat von Dresden ernannt. Daneben war er als Mitinspektor für die Sophien- und die Annenkirche zuständig.
1787 trat Ermel als Bürgermeister an die Spitze der Verwaltung. Nach der in Teilen immer noch gültigen Ratsordnung von 1470 gab es zu dieser Zeit stets einen regierenden und zwei ruhende Stadträte. Derselbe Rhythmus galt für die drei gewählten Bürgermeister. So wechselten auch diese immer in der Reihenfolge regierender – beisitzender – ruhender Bürgermeister. Ermel blieb bis zu seinem Tod 1812 im Rat und stand diesem turnusgemäß immer wieder als regierender Bürgermeister vor.
Im Zuge der Amtsübernahme als Bürgermeister verkaufte Ermel das Herrenhaus Altfriedstein. 1799 wohnte er in der Großen Brüdergasse südlich des Residenzschlosses.

## Ehrungen
In Dresden-Striesen ist seit 1892 die Ermelstraße nach ihm benannt.